# Habronattus fallax
Habronattus fallax là một loài nhện trong họ Salticidae.
Loài này thuộc chi Habronattus. Habronattus fallax được Elizabeth Maria Gifford Peckham & George William Peckham miêu tả năm 1909.